# Aéroport de Dortmund
Pour les articles homonymes, voir DTM.
L'aéroport international de Dortmund (code IATA : DTM • code OACI : EDLW) est l'aéroport de la ville de Dortmund et est situé à 9 km du centre-ville.

## Situation
| Berlin · Brandebourg EuroAirport Basel-Mulhouse-Freiburg Freiburg · City Brême Cassel Cologne · Bonn Dortmund Dresde Düsseldorf Erfurt Francfort-Hahn Francfort · sur-le-Main Friedrichshafen Hambourg Hanovre Heringsdorf Karlsruhe · Baden-Baden Leipzig Lübeck Memmingen Munich Münster · Osnabrück Nuremberg Paderborn · Lippstadt Rostock Sarrebruck Stuttgart Sylt Weeze Mannheim |

## Compagnies aériennes et destinations
| Compagnies | Destinations |
| ---------- | --- |
| Eurowings  | Munich-F. J. Strauß, Palma de Majorque En saison : - Alicante-Elche, - Catane-Fontanarossa, - Héraklion-N. Kazantzákis, - Kavala-Alexandre le Grand, - Malaga-Costa del Sol, - Rhodes-Diagoras, - Split, - Thessalonique-Makedonía |
| Ryanair    | - Cracovie-Jean-Paul II, - Katowice-Pyrzowice, - Londres-Stansted, - Palma de Majorque, - Porto-F. Sá-Carneiro, - Thessalonique-Makedonía En saison : Malaga-Costa del Sol |
| SunExpress | Izmir-A. Menderes En saison : Antalya, Zonguldak (en) |
| Wizz Air   | - Banja Luka, - Belgrade-Nikola-Tesla, - Brasov, - Bucarest-H. Coandă, - Budapest-Ferenc Liszt, - Cluj-Napoca, - Erevan-Zvarnots, - Gdańsk-L. Wałęsa, - Iași, - Katowice-Pyrzowice, - Koutaïssi-David-IV, - Niš Constantin-le-Grand, - Ohrid-Saint-Paul-l'Apôtre, - Olsztyn (Holsten)-Mazurie, - Podgorica, - Priština, - Rome Léonard-de-Vinci/Fiumicino, - Sibiu, - Skopje, - Sofia-Vrajdebna, - Suceava, - Târgu Mureș, - Timişoara-T. Vuia, - Tirana, - Tuzla, - Varna, - Vilnius, - Wrocław-N. Copernic |

Édité le 24/03/2018. Actualisé le 04/03/2023.

## Chiffres et statistiques

### En graphique
Pour des raisons techniques, il est temporairement impossible d'afficher le graphique qui aurait dû être présenté ici.

Voir la requête brute et les sources sur Wikidata.

### En tableau

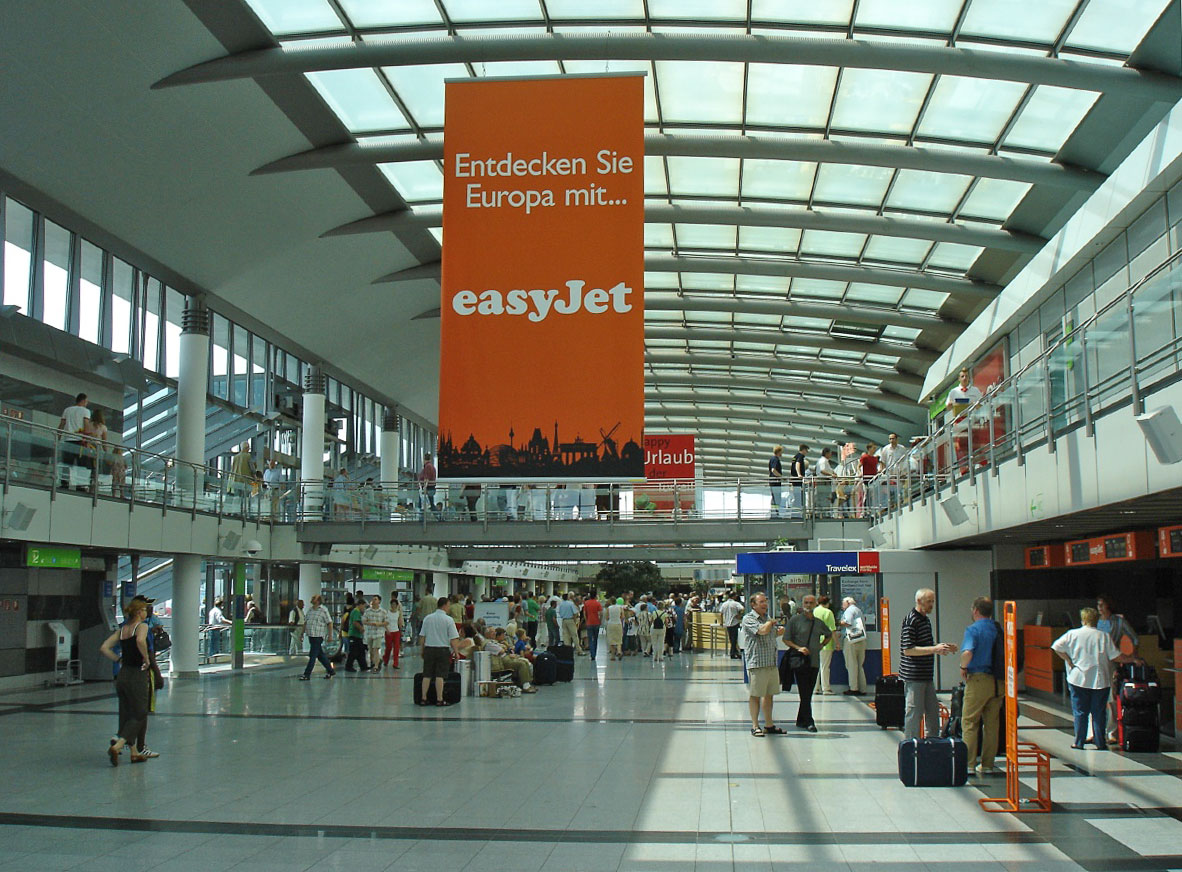
Vue du hall des départs.

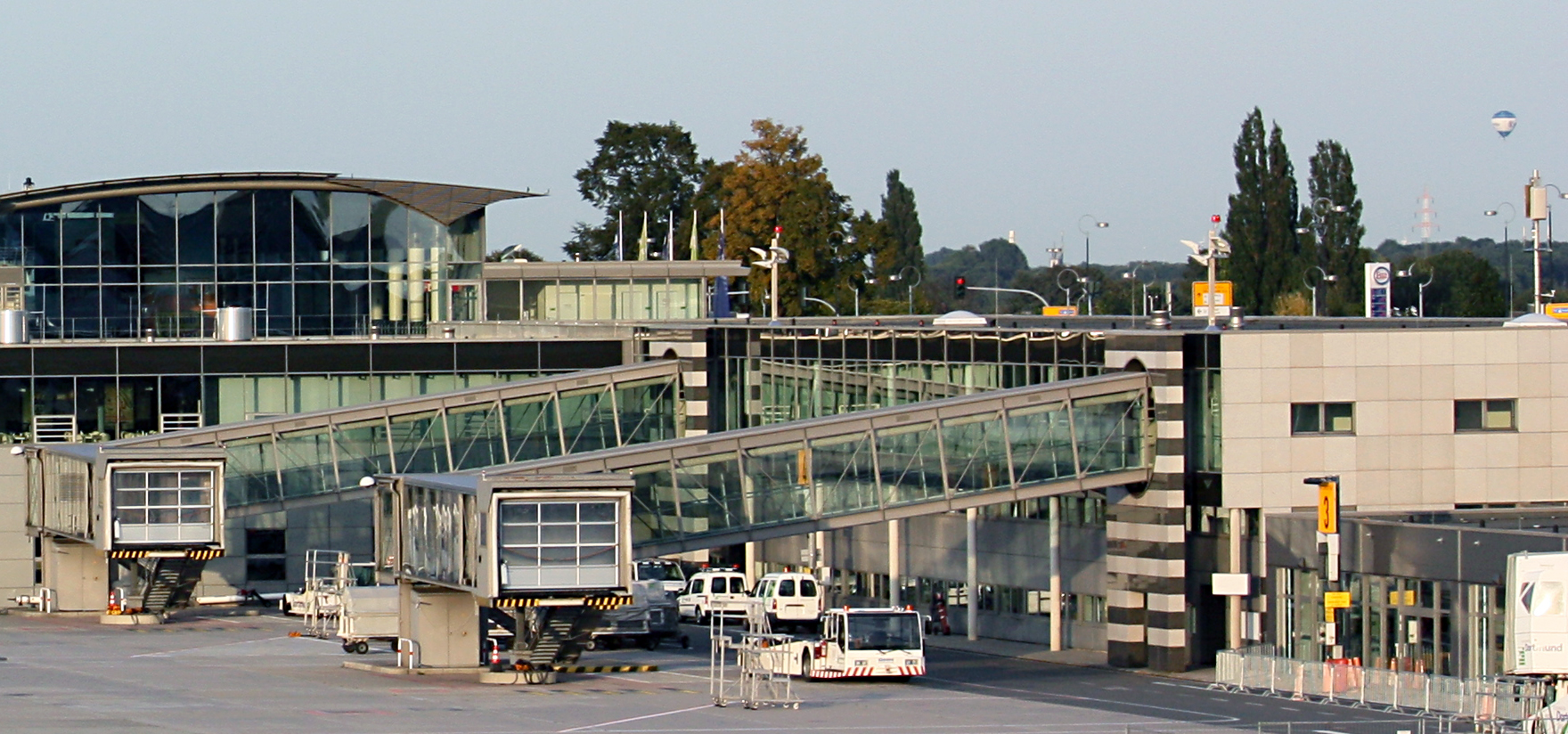
Vue du tarmac.

|                                         | Passagers | Mouvements d'appareils | Fret (en t) |
| --------------------------------------- | --------- | ---------------------- | ----------- |
| 2001                                    | 1 064 149 | 37 393                 | 257         |
| 2002                                    | 994 478   | 33 812                 | 289         |
| 2003                                    | 1 023 329 | 29 788                 | 96          |
| 2004                                    | 1 179 028 | 25 743                 | 75          |
| 2005                                    | 1 742 911 | 30 672                 | 58          |
| 2006                                    | 2 019 651 | 32 785                 | 37          |
| 2007                                    | 2 155 057 | 32 223                 | 40          |
| 2008                                    | 2 329 440 | 29 555                 | 35          |
| 2009                                    | 1 711 157 | 24 043                 | 21          |
| 2010                                    | 1 747 731 | 24 232                 | 33          |
| 2011                                    | 1 814 246 | 26 391                 | 26          |
| 2012                                    | 1 896 885 | 22 634                 | 4           |
| 2013                                    | 1 924 386 | 23 809                 | 2           |
| 2014                                    | 1 964 625 | 22 202                 | 0           |
| 2015                                    | 1 985 379 | 23 616                 | 0           |
| Source: ADV German Airports Association |           |                        |             |